# The Lure of the Grand Canyon
The Lure of the Grand Canyon es un álbum del cantautor estadounidense Johnny Cash. Al igual que uno de sus predecesores Ride This Train este también es uno de los primeros álbumes conceptuales de la historia este CD lanzado en 1961 por el sello Columbia records es una narración del cantante country Johnny Cash este está hecho con sonidos del mismo Gran Cañón, el comentario de Johnny esta en la última canción pero el Cd relata como es estar visitando el Gran Cañón por un día.

## Canciones
1. Sunrise – 5:58
2. Painted Desert – 3:59
3. On the Trail – 8:34
4. Sunset – 4:46
5. Cloudburst – 8:07
6. A Day in the Grand Canyon – 11:18

## Personal
- Johnny Cash - Guitarra y Vocalista